# Tiếng Anh Wales
Tiếng Anh Wales (tiếng Wales: Saesneg Gymraeg) bao gồm các phương ngữ tiếng Anh được nói bởi người Wales. Các phương ngữ này bị ảnh hưởng đáng kể bởi ngữ pháp tiếng Wales và thường bao gồm các từ có nguồn gốc từ tiếng Wales. Ngoài từ vựng và ngữ pháp khác biệt, một loạt các giọng được tìm thấy trên khắp xứ Wales, bao gồm các giọng Bắc Wales, Cardiff, Thung lũng Nam Wales và Tây Wales.
Các giọng và phương ngữ ở mạn tây xứ Wales chịu ảnh hưởng nặng nề hơn bởi tiếng Wales trong khi phương ngữ ở miền đông chịu ảnh hưởng nhiều hơn bởi các phương ngữ ở Anh. Ở đông và đông nam, nó chịu ảnh hưởng của phương ngữ West Country và West Midland trong khi ở đông bắc Wales và một phần của bờ biển Bắc Wales, nó chịu ảnh hưởng của tiếng Anh vùng Merseyside.
Một từ hỗn hợp thông tục cho tiếng Anh Wales là Wenglish. Nó đã được sử dụng từ năm 1985.

## Lịch sử tiếng Anh ở Wales
Sự hiện diện của tiếng Anh ở xứ Wales được tăng cường trong việc thông qua các đạo luật Wales Acts 1535 và 1542, các đạo luật này đã thúc đẩy sự thống trị của người Anh ở xứ Wales; điều này, cùng với việc đóng cửa các tu viện, đóng cửa nhiều trung tâm giáo dục xứ Wales, dẫn đến sự suy giảm trong việc sử dụng tiếng Wales.
Sự suy giảm của tiếng Wales và sự lên ngôi của tiếng Anh được tăng cường hơn nữa trong cuộc Cách mạng Công nghiệp, khi nhiều người nói tiếng Wales chuyển đến Anh để tìm việc làm và ngành công nghiệp khai khoáng và luyện kim phát triển gần đây chịu sự quản lý của người nói Anh ngữ. David Crystal, người lớn lên ở Holyhead, cho rằng sự thống trị liên tục của tiếng Anh ở xứ Wales không khác gì mấy so với sự lan rộng của nó ở những nơi khác trên thế giới. Sự suy giảm trong việc sử dụng tiếng Wales cũng liên quan đến chính sách cấm nói tiếng Wales được đặt ra để bài trừ tiếng Wales khỏi việc sử dụng hàng ngày trong thế kỷ 18, 19 và 20.